# Фредді Рінкон
Фредді Рінкон (ісп. Freddy Rincón, 14 серпня 1966, Буенавентура — 13 квітня 2022, Калі) — колумбійський футболіст, що грав на позиції півзахисника. По завершенні ігрової кар'єри — тренер.

## Клубна кар'єра
У дорослому футболі дебютував 1986 року виступами за команду клубу «Атлетіко Буенавентура», в якій провів лише один сезон.
Протягом 1988–1989 років захищав кольори команди клубу «Санта-Фе».
Своєю грою за останню команду привернув увагу представників тренерського штабу клубу «Америка де Калі», до складу якого приєднався 1990 року. Відіграв за команду з Калі наступні три сезони своєї ігрової кар'єри. Більшість часу, проведеного у складі «Америка де Калі», був основним гравцем команди.
Згодом у 1994 грав у складі команди клубів «Палмейрас», після успішних виступів у якій був запрошений грати у Європу.
У європейських чемпіонатах Рінкон зіграв один сезон у італійському чемпіонаті за «Наполі», а після цього нетривалий час виступав у Іспанії за «Реал Мадрид», після виступів у якому знову повернувся у «Палмейрас».
1997 року уклав контракт з клубом «Корінтіанс», у складі якого провів наступні два роки своєї кар'єри гравця. Граючи у складі «Корінтіанс», також здебільшого виходив на поле в основному складі команди.
Протягом 2000–2001 років захищав кольори клубів «Сантус» та «Крузейру».
Завершив професійну ігрову кар'єру у клубі «Корінтіанс», у складі якого вже виступав раніше. Прийшов до команди 2004 року, захищав її кольори до припинення виступів на професійному рівні у 2004.

## Виступи за збірну
1990 року дебютував в офіційних матчах у складі національної збірної Колумбії. Протягом кар'єри у національній команді, яка тривала 12 років, провів у формі головної команди країни 84 матчі, забивши 17 голів.
У складі збірної був учасником чемпіонату світу 1990 року в Італії, чемпіонату світу 1994 року у США, чемпіонату світу 1998 року у Франції, розіграшу Кубка Америки 1991 року у Чилі, розіграшу Кубка Америки 1993 року в Еквадорі, на якому команда здобула бронзові нагороди, розіграшу Кубка Америки 1995 року в Уругваї, на якому команда знову зайняла третє місце.

## Кар'єра тренера
Розпочав тренерську кар'єру невдовзі по завершенні кар'єри гравця, 2006 року, очоливши тренерський штаб бразильського клубу «Іраті».
В подальшому продовжив працювати у Бразилії, очолював команди клубів «Сан-Бенту», «Сан-Жозе» та «Фламенго» (Гуарульюс), а також входив до тренерського штабу клубу «Корінтіанс».
Останнім місцем тренерської роботи був клуб «Атлетіко Мінейру», в якому Фредді Рінкон був одним з тренерів головної команди 2010 року.
13 квітня 2022 року Фредді Рінкон помер внаслідок автокатастрофи в колумбійському місті Калі.

## Арешт
10 березня 2007 року Ринкон був арештований бразильською поліцією в своєму будинку в Сан-Паулу згідно з ордером на арешт, виданим Верховним судом Бразилії за запитом прокуратури Панами через Інтерпол. Рінкон звинувачувався у відмиванні грошей у Панамі й торгівлі наркотиками разом із Пабло Районом Монтаньйо, що був арештований у серпні 2006 року. Через короткий проміжок часу Рінкона відпустили під заставу та підписку про невиїзд, а пізніше повністю звільнили від відповідальності. Проте в 2015 році Фредді Рінкон знову оголошений у міжнародний розшук.

## Особисте життя
Син Фредді Рінкона, Себастьян Рінкон
, є також професійним футболістом, що виступає натепер у аргентинському клубі «Тигре».

## Титули та досягнення
- Чемпіон Колумбії: 1990, 1992.
- Чемпіон Бразилії: (3):

«Палмейрас»: 1994, «Корінтіанс»: 1998, 1999
- Переможець Ліги Пауліста: (2):

«Палмейрас»: 1994, «Корінтіанс»: 1999
- Переможець Клубного чемпіонату світу з футболу: (1):

«Корінтіанс» 2000
- Бронзовий призер Кубка Америки: 1993, 1995